# Filosofia de Søren Kierkegaard
A Filosofia de Søren Kierkegaard tem sido de maior importância no desenvolvimento da filosofia do século XX, especialmente no existencialismo e no pós-modernismo. Kierkegaard foi um filósofo do século XIX que foi chamado de "pai do existencialismo". A sua filosofia também influenciou o desenvolvimento da psicologia existencial.
Kierkegaard criticou aspectos dos sistemas filosóficos trazidos por filósofos como Georg Wilhelm Friedrich Hegel, antes dele, e também os hegelianos dinamarqueses. Ele foi também indirectamente influenciado pela filosofia de Immanuel Kant. Afirmava o modelo da filosofia encontrada em Sócrates, que focava a atenção não em sistemas explicativos mas ao assunto de como cada ser humano existe.
Um dos temas recorrentes em Kierkegaard é a importância da subjectividade, que tem a ver com a maneira como as pessoas se relacionam com a verdade objectiva. Em Post Scriptum Final Não-Científico às Migalhas Filosóficas, argumenta que "subjectividade é a verdade" e "a verdade é subjectividade", significando que a verdade não é somente uma matéria que corresponde à descoberta da verdade.